# قائمة مباريات كأس السوبر الإفريقي
كأس السوبر الإفريقي (بالإنجليزية: CAF Super Cup)‏ (بالفرنسية: Supercoupe de la CAF)‏ أو كما تُعرفُ رسميَّا بِاسم كأس السوبر الإفريقي توتال إنرچي لأسباب الرعاية، هي بُطولة كُرة قدم إفريقيَّة سنويَّة ينظِّمها الاتحاد الإفريقي لكرة القدم. أُقيمت أوَّل نُسخة للبُطولة عام 1993، وفاز بها أفريكا سبورتس الإيفواري. ومُنذ هذه النُّسخة وحتَّى عام 2004 كانت تُقام البُطولة بين بطل دوري أبطال أفريقيا وبطل كأس أفريقيا للأندية أبطال الكؤوس، ومُنذ عام 2005 وحتَّى الآن أصبحت تُلعب البُطولة بين بطل دوري أبطال أفريقيا وبطل كأس الكونفيدراليَّة الأفريقيَّة. جَرَت العادة أن تُلعب المُباراة في مَلعب بطل دوري أبطال أفريقيا، ولكنها أُقيمت مرَّات متعددة في مَلاعب مُحايدة.
فاز باللَّقب 17 فريقًا من 9 دول، وتُعدُّ الأندية المِصريَّة هي صاحِبة الرَّقم القياسي في عدد مرَّات التَّتويج بالبُطولة، فقد تُوِّجت بثلاثة عشر لقبًا، تليها الأندية المغربيَّة بخمسةِ ألقابٍ. ويُعد النَّادي الأهلي المِصري هو النَّادي صاحِب الرَّقم القياسي في عدد مرَّات التَّتويج بالبُطولة، فقد تُوِّج بالبُطولة 8 مرَّات، أمَّا حامل لقب البُطولة فهو الزمالك المصري، وذلك بَعد فوزه على غريمه التقليدي الأهلي المصري بركلات الترجيح 4–3 إثر انتهاء المباراة في وقتها الأصلي بنتيجة 1–1.

## ملخص النهائيات
|  | بطل دوري أبطال أفريقيا      |  | بطل كأس الكونفيدراليَّة الأفريقيَّة |                             | بطل كأس أفريقيا للأندية أبطال الكؤوس |
|  | مُباريات حُسمت بركلات التَّرجيح |  | مُباريات حُسمت بالوَقت الإضافي     | مُباريات حُسمت بالوَقت الإضافي | مُباريات حُسمت بالوَقت الإضافي          |

| العام                                                                             | البلد                                                                             | البطل                                                                             | النَّتيجة                                                                           | الوَصيف                                                                            | البلد                                                                             | المَلعب                                                                            | التَّاريخ                                                                           | المَصدر                                                                            |
| بطل دوري أبطال أفريقيا في مواجهة بطل كأس أفريقيا للأندية أبطال الكؤوس (1993–2004) | بطل دوري أبطال أفريقيا في مواجهة بطل كأس أفريقيا للأندية أبطال الكؤوس (1993–2004) | بطل دوري أبطال أفريقيا في مواجهة بطل كأس أفريقيا للأندية أبطال الكؤوس (1993–2004) | بطل دوري أبطال أفريقيا في مواجهة بطل كأس أفريقيا للأندية أبطال الكؤوس (1993–2004) | بطل دوري أبطال أفريقيا في مواجهة بطل كأس أفريقيا للأندية أبطال الكؤوس (1993–2004) | بطل دوري أبطال أفريقيا في مواجهة بطل كأس أفريقيا للأندية أبطال الكؤوس (1993–2004) | بطل دوري أبطال أفريقيا في مواجهة بطل كأس أفريقيا للأندية أبطال الكؤوس (1993–2004) | بطل دوري أبطال أفريقيا في مواجهة بطل كأس أفريقيا للأندية أبطال الكؤوس (1993–2004) | بطل دوري أبطال أفريقيا في مواجهة بطل كأس أفريقيا للأندية أبطال الكؤوس (1993–2004) |
| --------------------------------------------------------------------------------- | --------------------------------------------------------------------------------- | --------------------------------------------------------------------------------- | --------------------------------------------------------------------------------- | --------------------------------------------------------------------------------- | --------------------------------------------------------------------------------- | --------------------------------------------------------------------------------- | --------------------------------------------------------------------------------- | --------------------------------------------------------------------------------- |
| 1993                                                                              | ساحل العاج                                                                        | أفريكا سبورتس                                                                     | 2–2                                                                               | الوداد                                                                            | المغرب                                                                            | مَلعب فيليكس هوفويت-بواني، أبيدجان                                                 | 10 يناير 1993                                                                     | [ 2 ]                                                                             |
| 1994                                                                              | مصر                                                                               | الزَّمالك                                                                           | 1–0                                                                               | الأهلي                                                                            | مصر                                                                               | مَلعب البَنك الوَطني الأوَّل، جوهانسبرغ                                                | 19 يناير 1994                                                                     | [ 3 ]                                                                             |
| 1995                                                                              | تونس                                                                              | التَّرجي                                                                            | 3–0                                                                               | موتيما بيمبي                                                                      | زائير                                                                             | ستاد الإسكَندَريَّة، الإسكَندَريَّة                                                       | 20 يناير 1995                                                                     | [ 4 ]                                                                             |
| 1996                                                                              | جنوب إفريقيا                                                                      | أورلاندو بايرتس                                                                   | 1–0                                                                               | شبيبة القبائل                                                                     | الجزائر                                                                           | مَلعب البَنك الوَطني الأوَّل، جوهانسبرغ                                                | 2 مارس 1996                                                                       | [ 5 ]                                                                             |
| 1997                                                                              | مصر                                                                               | الزَّمالك                                                                           | 0–0                                                                               | المُقاولون العرب                                                                   | مصر                                                                               | ستاد القاهِرة الدَّولي، القاهِرة                                                      | 14 فبراير 1997                                                                    | [ 6 ]                                                                             |
| 1998                                                                              | تونس                                                                              | النَّجم السَّاحلي                                                                     | 2–2                                                                               | الرَّجاء                                                                            | المغرب                                                                            | مَلعب محمد الخامِس، الدَّار البَيضاء                                                   | 15 مارس 1998                                                                      | [ 7 ]                                                                             |
| 1999                                                                              | ساحل العاج                                                                        | أسيك ميموزا                                                                       | 3–1                                                                               | التَّرجي                                                                            | تونس                                                                              | مَلعب فيليكس هوفويت-بواني، أبيدجان                                                 | 7 فبراير 1999                                                                     | [ 8 ]                                                                             |
| 2000                                                                              | المغرب                                                                            | الرَّجاء                                                                            | 2–0                                                                               | أفريكا سبورتس                                                                     | ساحل العاج                                                                        | مَلعب محمد الخامِس، الدَّار البَيضاء                                                   | 5 مارس 2000                                                                       | [ 9 ]                                                                             |
| 2001                                                                              | غانا                                                                              | هارتس أوف أوك                                                                     | 2–0                                                                               | الزَّمالك                                                                           | مصر                                                                               | مَلعب بابا يارا، كوماسي                                                            | 11 فبراير 2001                                                                    | [ 10 ]                                                                            |
| 2002                                                                              | مصر                                                                               | الأهلي                                                                            | 4–1                                                                               | كايزر تشيفز                                                                       | جنوب إفريقيا                                                                      | ستاد القاهِرة الدَّولي، القاهِرة                                                      | 15 مارس 2002                                                                      | [ 11 ]                                                                            |
| 2003                                                                              | مصر                                                                               | الزَّمالك                                                                           | 3–1                                                                               | الوداد                                                                            | المغرب                                                                            | ستاد القاهِرة الدَّولي، القاهِرة                                                      | 7 فبراير 2003                                                                     | [ 12 ]                                                                            |
| 2004                                                                              | نيجيريا                                                                           | إنييمبا                                                                           | 1–0                                                                               | النَّجم السَّاحلي                                                                     | تونس                                                                              | مَلعب إنيمبا الدَّولي، آبا                                                           | 22 فبراير 2004                                                                    | [ 13 ]                                                                            |
| بطل دوري أبطال أفريقيا في مواجهة بطل كأس الكونفيدراليَّة الأفريقيَّة (2005–الآن)      |                                                                                   |                                                                                   |                                                                                   |                                                                                   |                                                                                   |                                                                                   |                                                                                   |                                                                                   |
| 2005                                                                              | نيجيريا                                                                           | إنييمبا                                                                           | 2–0                                                                               | هارتس أوف أوك                                                                     | غانا                                                                              | مَلعب إنيمبا الدَّولي، آبا                                                           | 20 فبراير 2005                                                                    | [ 14 ]                                                                            |
| 2006                                                                              | مصر                                                                               | الأهلي                                                                            | 0–0                                                                               | الجيش الملكي                                                                      | المغرب                                                                            | ستاد القاهِرة الدَّولي، القاهِرة                                                      | 24 فبراير 2006                                                                    | [ 15 ]                                                                            |
| 2007                                                                              | مصر                                                                               | الأهلي                                                                            | 0–0                                                                               | النَّجم السَّاحلي                                                                     | تونس                                                                              | مَلعب أديس أبابا، أديس أبابا                                                       | 18 فبراير 2007                                                                    | [ 16 ]                                                                            |
| 2008                                                                              | تونس                                                                              | النَّجم السَّاحلي                                                                     | 2–1                                                                               | الصَّفاقسي                                                                          | تونس                                                                              | المَلعب الأولمبي برادِس، رادِس                                                       | 23 فبراير 2008                                                                    | [ 17 ] [ ar 2 ]                                                                   |
| 2009                                                                              | مصر                                                                               | الأهلي                                                                            | 2–1                                                                               | الصَّفاقسي                                                                          | تونس                                                                              | ستاد القاهِرة الدَّولي، القاهِرة                                                      | 6 فبراير 2009                                                                     | [ 18 ] [ ar 3 ]                                                                   |
| 2010                                                                              | الكونغو الديمقراطية                                                               | مازيمبي                                                                           | 2–0                                                                               | المَلعب المالي                                                                     | مالي                                                                              | مَلعب فريديريك كيباسا ماليبا، لوبومباشي                                            | 21 فبراير 2010                                                                    | [ 19 ] [ ar 4 ]                                                                   |
| 2011                                                                              | الكونغو الديمقراطية                                                               | مازيمبي                                                                           | 0–0                                                                               | الفَتح الرَّباطي                                                                     | المغرب                                                                            | مَلعب فريديريك كيباسا ماليبا، لوبومباشي                                            | 29 يناير 2011                                                                     | [ 20 ] [ ar 5 ]                                                                   |
| 2012                                                                              | المغرب                                                                            | المغرب الفاسي                                                                     | 1–1                                                                               | التَّرجي                                                                            | تونس                                                                              | المَلعب الأولمبي برادِس، رادِس                                                       | 25 فبراير 2012                                                                    | [ 21 ] [ ar 6 ]                                                                   |
| 2013                                                                              | مصر                                                                               | الأهلي                                                                            | 2–1                                                                               | ليوباردز                                                                          | الكونغو                                                                           | مَلعب بُرج العرب، الإسكَندَريَّة                                                        | 23 فبراير 2013                                                                    | [ 22 ] [ ar 7 ]                                                                   |
| 2014                                                                              | مصر                                                                               | الأهلي                                                                            | 3–2                                                                               | الصَّفاقسي                                                                          | تونس                                                                              | ستاد القاهِرة الدَّولي، القاهِرة                                                      | 20 فبراير 2014                                                                    | [ 23 ] [ ar 8 ]                                                                   |
| 2015                                                                              | الجزائر                                                                           | وفاق سطيف                                                                         | 1–1                                                                               | الأهلي                                                                            | مصر                                                                               | مَلعب مُصطفى تشاكر، البليدة                                                         | 21 فبراير 2015                                                                    | [ 24 ] [ ar 9 ]                                                                   |
| 2016                                                                              | الكونغو الديمقراطية                                                               | مازيمبي                                                                           | 2–1                                                                               | النَّجم السَّاحلي                                                                     | تونس                                                                              | ملعب مازيمبي، لوبومباشي                                                           | 20 فبراير 2016                                                                    | [ 25 ] [ ar 10 ]                                                                  |
| 2017                                                                              | جنوب إفريقيا                                                                      | صن داونز                                                                          | 1–0                                                                               | مازيمبي                                                                           | الكونغو الديمقراطية                                                               | مَلعب لوفتوس فيرسفيلد، بريتوريا                                                    | 18 فبراير 2017                                                                    | [ 26 ] [ ar 11 ]                                                                  |
| 2018                                                                              | المغرب                                                                            | الوداد                                                                            | 1–0                                                                               | مازيمبي                                                                           | الكونغو الديمقراطية                                                               | مَلعب محمد الخامِس، الدَّار البَيضاء                                                   | 24 فبراير 2018                                                                    | [ 27 ] [ ar 12 ]                                                                  |
| 2019                                                                              | المغرب                                                                            | الرَّجاء                                                                            | 2–1                                                                               | التَّرجي                                                                            | تونس                                                                              | استاد ثاني بن جاسم، الدوحة                                                        | 29 مارس 2019                                                                      | [ 28 ] [ ar 13 ]                                                                  |
| 2020                                                                              | مصر                                                                               | الزَّمالك                                                                           | 3–1                                                                               | التَّرجي                                                                            | تونس                                                                              | استاد ثاني بن جاسم، الدوحة                                                        | 14 فبراير 2020                                                                    | [ 29 ] [ ar 14 ]                                                                  |
| 2021 (مايو)                                                                       | مصر                                                                               | الأهلي                                                                            | 2–0                                                                               | نهضة بِركان                                                                        | المغرب                                                                            | مَلعب جاسم بن حَمَد، الدوحة                                                          | 28 مايو 2021                                                                      | [ 30 ] [ ar 15 ]                                                                  |
| 2021 (ديسمبر)                                                                     | مصر                                                                               | الأهلي                                                                            | 1–1                                                                               | الرَّجاء                                                                            | المغرب                                                                            | مَلعب أحمد بن علي، الرَّيَّان                                                          | 22 ديسمبر 2021                                                                    | [ 31 ] [ ar 16 ]                                                                  |
| 2022                                                                              | المغرب                                                                            | نهضة بِركان                                                                        | 2–0                                                                               | الوداد                                                                            | المغرب                                                                            | ملعب الأمير مَولاي عبد الله، الرَّباط                                                | 10 سبتمبر 2023                                                                    | [ 32 ] [ ar 17 ]                                                                  |
| 2023                                                                              | الجزائر                                                                           | اتحاد الجزائر                                                                     | 1–0                                                                               | الأهلي                                                                            | مصر                                                                               | مدينة الملك فهد الرياضية، الطائف                                                  | 15 سبتمبر 2023                                                                    |                                                                                   |
| 2024                                                                              | مصر                                                                               | الزَّمالك                                                                           | 1–1                                                                               | الأهلي                                                                            | مصر                                                                               | المملكة أرينا، الرياض                                                             | 27 سبتمبر 2024                                                                    |                                                                                   |

## إحصائيات
- أوَّل مَن فاز بلَقب كأسِ السُّوبر الأفريقي بنِظامها القَديم (بطل دوري أبطال أفريقيا في مواجهة بطل كأس أفريقيا للأندية أبطال الكؤوس):

 أفريكا سبورتس (1993).
- آخر مَن فاز بلَقب كأسِ السُّوبر الأفريقي بنِظامها القَديم:

 إنييمبا (2004).
- أوَّل مَن فاز بلَقب كأسِ السُّوبر الأفريقي بنِظامها الحَديث (بطل دوري أبطال أفريقيا في مواجهة بطل كأس الكونفيدراليَّة الأفريقيَّة):

 إنييمبا (2005).
- أوَّل مَن فاز بلَقب كأسِ السُّوبر الأفريقي على أرضِه:

 أفريكا سبورتس (ساحل العاج 1993).
- أوَّل مَن فاز بلَقب كأسِ السُّوبر الأفريقي خارج أرضِه:

 النَّجم السَّاحلي (المغرب 1998).
- أوَّل مَن فاز بلَقب كأسِ السُّوبر الأفريقي على مَلعبٍ مُحايد:

 الزَّمالك (جنوب أفريقيا 1994).
- أوَّل مَن فاز بلَقب كأسِ السُّوبر الأفريقي على مَلعبٍ خارج القارة:

 الرَّجاء (قطر 2019).
- أكثر الفرقِ تَتويجًا بالبُطولة: 
  -  الأهلي: 8 مرَّات (2002، 2006، 2007، 2009، 2013، 2014، 2021 (مايو)، 2021 ديسمبر).
  -  الزَّمالك: 5 مرَّات (1994، 1997، 2003، 2020، 2024).
  -  مازيمبي: 3 مرَّات (2010، 2011، 2016).
- أكثر الفرقِ وَصافةً للبُطولة: 
  -  الأهلي: 4 مرَّات (1994، 2015، 2023، 2024).
  -  التَّرجي: 4 مرَّات (1999، 2012، 2019، 2020).
  -  الوداد: 3 مرَّات (1993، 2003، 2022).
  -  النَّجم السَّاحلي: 3 مرَّات (2004، 2007، 2016).
  -  الصَّفاقسي: 3 مرَّات (2008، 2009، 2014).
- أكثر الفرقِ تَتويجًا بالبُطولة بشكلٍ مُتتالي: 
  -  الأهلي: مرَّتان مُتتاليتان (ثلاث مرَّات) (2006، 2007) (2013، 2014) (2021 (مايو)، 2021 (ديسمبر)).
  -  إنييمبا: مرَّتان مُتتاليتان (2004، 2005).
  -  مازيمبي: مرَّتان مُتتاليتان (2010، 2011).
- أكثر الفرقِ وَصافةً للبُطولة بشكلٍ مُتتالي: 
  -  الصَّفاقسي: مرَّتان مُتتاليتان (2008، 2009).
  -  مازيمبي: مرَّتان مُتتاليتان (2017، 2018).
  -  التَّرجي: مرَّتان مُتتاليتان (2019، 2020).
  -  الأهلي: مرَّتان مُتتاليتان (2023، 2024).
- أكثر الأندية تتويجًا بالبُطولة: 
  - الأندية المِصريَّة 13 مرَّة: الأهلي (8)، الزَّمالك (5).
  - الأندية المغربيَّة 5 مرَّات: الرَّجاء (2)، المغرب الفاسي (1)، الوِداد (1)، نهضة بِركان (1)
  - الأندية التُّونسيَّة 3 مرَّات: النَّجم السَّاحلي (2)، التَّرجي (1).
  - أندية الكونغو الديمقراطيَّة 3 مرَّات: مازيمبي (3).
- أكثر الأندية وصافةً للبُطولة: 
  - الأندية التُّونسيَّة 10 مرَّات: التَّرجي (4)، النَّجم السَّاحلي (3)، الصَّفاقسي (3).
  - الأندية المغربيَّة 8 مرَّات: الوِداد (3)، الرَّجاء (2)، الجيش المَلَكي (1)، الفَتح الرَّباطي (1)، نَهضة بِركان (1).
  - الأندية المِصريَّة 6 مرَّات: الأهلي (4)، الزَّمالك (1)، المُقاولون العَرَب (1).

### وفقًا للنادي
| النَّادي          | البطل | الوَصيف | البطل                                                          | الوَصيف                 |
| --------------- | ----- | ------ | -------------------------------------------------------------- | ---------------------- |
| الأهلي          | 8     | 4      | 2002، 2006، 2007، 2009، 2013، 2014، 2021 (مايو)، 2021 (ديسمبر) | 1994، 2015، 2023، 2024 |
| الزَّمالك         | 5     | 1      | 1994، 1997، 2003، 2020، 2024                                   | 2001                   |
| مازيمبي         | 3     | 2      | 2010، 2011، 2016                                               | 2017، 2018             |
| النَّجم السَّاحلي   | 2     | 3      | 1998، 2008                                                     | 2004، 2007، 2016       |
| الرَّجاء          | 2     | 2      | 2000، 2019                                                     | 1998، 2021 (ديسمبر)    |
| إنييمبا         | 2     | 0      | 2004، 2005                                                     | —                      |
| التَّرجي          | 1     | 4      | 1995                                                           | 1999، 2012، 2019، 2020 |
| الوِداد          | 1     | 3      | 2018                                                           | 1993، 2003، 2022       |
| أفريكا سبورتس   | 1     | 1      | 1993                                                           | 2000                   |
| هارتس أوف أوك   | 1     | 1      | 2001                                                           | 2005                   |
| نَهضة بِركان      | 1     | 1      | 2022                                                           | 2021 (مايو)            |
| أورلاندو بايرتس | 1     | 0      | 1996                                                           | —                      |
| أسيك ميموزا     | 1     | 0      | 1999                                                           | —                      |
| المغرب الفاسي   | 1     | 0      | 2012                                                           | —                      |
| وفاق سطيف       | 1     | 0      | 2015                                                           | —                      |
| صن داونز        | 1     | 0      | 2017                                                           | —                      |
| اتحاد الجزائر   | 1     | 0      | 2023                                                           | —                      |
| الصَّفاقسي        | 0     | 3      | —                                                              | 2008، 2009، 2014       |
| موتيما بيمبي    | 0     | 1      | —                                                              | 1995                   |
| شَبيبة القبائِل   | 0     | 1      | —                                                              | 1996                   |
| المُقاولون العرب | 0     | 1      | —                                                              | 1997                   |
| كايزر تشيفز     | 0     | 1      | —                                                              | 2002                   |
| الجَيش المَلَكي    | 0     | 1      | —                                                              | 2006                   |
| المَلعب المالي   | 0     | 1      | —                                                              | 2010                   |
| الفَتح الرَّباطي   | 0     | 1      | —                                                              | 2011                   |
| ليوباردز        | 0     | 1      | —                                                              | 2013                   |

- مُلاحَظة: التَّرتيب يَكون وفقًا لـ:
  - عدد مرَّات إحراز اللَّقب.
  - عدد مرَّات إحراز الوَصافة.
  - الأقدميَّة في تحقيق اللَّقب الأوَّل.
  - الأقدميَّة في تحقيق الوَصافة الأولى.

### وفقًا للبلد
| البلد               | البطل | الوَصيف | البَطَل                                                     | الوَصيف                                                                      |
| ------------------- | ----- | ------ | --------------------------------------------------------- | --------------------------------------------------------------------------- |
| مصر                 | 13    | 6      | الأهلي (8)، الزَّمالك (5)                                   | الأهلي (4)، المُقاولون العرب (1)، الزَّمالك (1)                                |
| المغرب              | 5     | 8      | الرَّجاء (2)، المغرب الفاسي (1)، الوِداد (1)، نهضة بِركان (1) | الوِداد (3)، الرَّجاء (2)، الجيش المَلَكي (1)، الفَتح الرَّباطي (1)، نَهضة بِركان (1) |
| تونس                | 3     | 10     | النَّجم السَّاحلي (2)، التَّرجي (1)                             | التَّرجي (4)، النَّجم السَّاحلي (3)، الصَّفاقسي (3)                                 |
| الكونغو الديمقراطية | 3     | 3      | مازيمبي (3)                                               | مازيمبي (2)، موتيما بيمبي (1)                                               |
| ساحل العاج          | 2     | 1      | أفريكا سبورتس (1)، أسيك ميموزا (1)                        | أفريكا سبورتس (1)                                                           |
| جنوب أفريقيا        | 2     | 1      | أورلاندو بايرتس (1)، صن داونز (1)                         | كايزر تشيفز (1)                                                             |
| الجزائر             | 2     | 1      | وفاق سطيف (1)، اتحاد الجزائر (1)                          | شبيبة القبائل (1)                                                           |
| نيجيريا             | 2     | 0      | إنييمبا (2)                                               | —                                                                           |
| غانا                | 1     | 1      | هارتس أوف أوك (1)                                         | هارتس أوف أوك (1)                                                           |
| مالي                | 0     | 1      | —                                                         | الملعب المالي (1)                                                           |
| الكونغو             | 0     | 1      | —                                                         | إيه سي ليوباردز (1)                                                         |

### وفقًا لطريقة التأهل
| البلد                            | البطل | الوَصيف |
| -------------------------------- | ----- | ------ |
| دوري أبطال أفريقيا               | 25    | 8      |
| كأس الكونفيدراليَّة الأفريقيَّة      | 6     | 15     |
| كأس أفريقيا للأندية أبطال الكؤوس | 2     | 10     |

### وفقًا للاتحاد الإقليمي
| الاتحاد      | البطل | الوَصيف |
| ------------ | ----- | ------ |
| شمال أفريقيا | 23    | 25     |
| غرب أفريقيا  | 5     | 3      |
| وسط أفريقيا  | 3     | 4      |
| جنوب أفريقيا | 2     | 1      |
| شرق أفريقيا  | 0     | 0      |

### مباريات طرفاها من بلد واحد
| البلد  | عدد المرات | البطولة                                 | النتيجة                             |
| ------ | ---------- | --------------------------------------- | ----------------------------------- |
| مصر    | 3          | بُطولة 1994 بين الزَّمالك والأهلي          | الزَّمالك 1–0 الأهلي                  |
| مصر    | 3          | بُطولة 1997 بين الزَّمالك والمُقاولون العرب | الزَّمالك 0 (4)–(2) 0 المُقاولون العرب |
| مصر    | 3          | بُطولة 2024 بين الأهلي والزَّمالك          | الزَّمالك 1 (4)–(3) 1 الأهلي          |
| تونس   | 1          | بُطولة 2008 بين النَّجم السَّاحلي والصَّفاقسي  | النَّجم السَّاحلي 2–1 الصَّفاقسي          |
| المغرب | 1          | بُطولة 2022 بين الوداد ونهضة بِركان       | نهضة بركان 2–0 الوداد               |

## الاستضافة
| المَلعب                              | عدد المرَّات | المَكان                         | الأعوام                            |
| ----------------------------------- | ---------- | ------------------------------ | ---------------------------------- |
| ستاد القاهرة الدَّولي                 | 6          | القاهرة، مصر                   | 1997، 2002، 2003، 2006، 2009، 2014 |
| مَلعب محمد الخامِس                    | 3          | الدَّار البيضاء، المغرب          | 1998، 2000، 2018                   |
| مَلعب فيليكس هوفويت-بواني            | 2          | أبيدجان، ساحل العاج            | 1993، 1999                         |
| مَلعب البَنك الوَطني الأوَّل             | 2          | جوهانسبرغ، جنوب أفريقيا        | 1994، 1996                         |
| مَلعب إنيمبا الدَّولي                  | 2          | آبا، نيجيريا                   | 2004، 2005                         |
| المَلعب الأولمبي حمَّادي العقربي برادِس | 2          | رادِس، تونس                     | 2008، 2012                         |
| مَلعب فريديريدك كيباسا ماليبا        | 2          | لوبومباشي، الكونغو الديمقراطيَّة | 2010، 2011                         |
| استاد ثاني بن جاسم                  | 2          | الدوحة، قطر                    | 2019، 2020                         |
| ستاد الإسكَندريَّة                     | 1          | الإسكَندريَّة، مصر                | 1995                               |
| مَلعب بابا يارا                      | 1          | كوماسي، غانا                   | 2001                               |
| مَلعب أديس أبابا                     | 1          | أديس أبابا، إثيوبيا            | 2007                               |
| مَلعب بُرج العرب                      | 1          | الإسكَندريَّة، مصر                | 2013                               |
| مَلعب مُصطفى تشاكر                    | 1          | البليدة، الجزائر               | 2015                               |
| مَلعب مازيمبي                        | 1          | لوبومباشي، الكونغو الديمقراطيَّة | 2016                               |
| مَلعب لوفتوس فيرسفيلد                | 1          | بريتوريا، جنوب أفريقيا         | 2017                               |
| مَلعب جاسم بن حَمَد                    | 1          | الدوحة، قطر                    | 2021 (مايو)                        |
| مَلعب أحمد بن علي                    | 1          | الرَّيَّان، قطر                    | 2021 (ديسمبر)                      |
| ملعب الأمير مَولاي عبد الله          | 1          | الرَّباط، المغرب                 | 2022                               |
| مدينة الملك فهد الرياضية            | 1          | الطائف، السعودية               | 2023                               |
| ملعب المملكة أرينا                  | 1          | الرياض، السعودية               | 2024                               |

### باللغة العربية
1. ↑  "الأرشيف - كأس السوبر الأفريقي - أفريقيا - نتائج، مواعيد المباريات، جداول الترتيب، أخبار". سوكر واي. مؤرشف من الأصل في 2021-12-19. اطلع عليه بتاريخ 2022-01-06.
2. ↑  "النجم الساحلي vs. النادي الصفاقسي الرياضي - 23 فبراير 2008". سوكر واي. مؤرشف من الأصل في 2022-01-08. اطلع عليه بتاريخ 2022-01-06.
3. ↑  "الأهلي vs. النادي الصفاقسي الرياضي - 6 فبراير 2009". سوكر واي. مؤرشف من الأصل في 2020-12-09. اطلع عليه بتاريخ 2022-01-06.
4. ↑  "مازيمبي vs. الملعب المالي - 21 فبراير 2010". سوكر واي. مؤرشف من الأصل في 2022-01-06. اطلع عليه بتاريخ 2022-01-06.
5. ↑  "مازيمبي vs. الفتح الرباطي - 29 يناير 2011". سوكر واي. مؤرشف من الأصل في 2022-01-06. اطلع عليه بتاريخ 2022-01-06.
6. ↑  "الترجي الرياضي التونسي vs. المغرب الفاسي - 25 فبراير 2012". سوكر واي. مؤرشف من الأصل في 2020-11-08. اطلع عليه بتاريخ 2022-01-06.
7. ↑  "الأهلي vs. ايه سي ليوباردز - 23 فبراير 2013". سوكر واي. مؤرشف من الأصل في 2021-09-29. اطلع عليه بتاريخ 2022-01-06.
8. ↑  "الأهلي vs. النادي الصفاقسي الرياضي - 20 فبراير 2014". سوكر واي. مؤرشف من الأصل في 2020-12-15. اطلع عليه بتاريخ 2022-01-06.
9. ↑  "وفاق سطيف vs. الأهلي - 21 فبراير 2015". سوكر واي. مؤرشف من الأصل في 2022-01-07. اطلع عليه بتاريخ 2022-01-06.
10. ↑  "مازيمبي vs. النجم الساحلي - 20 فبراير 2016". سوكر واي. مؤرشف من الأصل في 2016-10-29. اطلع عليه بتاريخ 2022-01-06.
11. ↑  "ماميلودي صنداونز vs. مازيمبي - 18 فبراير 2017". سوكر واي. مؤرشف من الأصل في 2017-07-19. اطلع عليه بتاريخ 2022-01-06.
12. ↑  "الوداد الرياضي vs. مازيمبي - 24 فبراير 2018". سوكر واي. مؤرشف من الأصل في 2022-01-06. اطلع عليه بتاريخ 2022-01-06.
13. ↑  "الترجي الرياضي التونسي vs. الرجاء الرياضي - 29 مارس 2019". سوكر واي. مؤرشف من الأصل في 2022-01-07. اطلع عليه بتاريخ 2022-01-06.
14. ↑  "الترجي الرياضي التونسي vs. الزمالك - 14 فبراير 2020". سوكر واي. مؤرشف من الأصل في 2022-01-06. اطلع عليه بتاريخ 2022-01-06.
15. ↑  "الأهلي vs. نهضة بركان - 28 مايو 2021". سوكر واي. مؤرشف من الأصل في 2021-05-18. اطلع عليه بتاريخ 2022-01-06.
16. ↑  "الأهلي vs. الرجاء الرياضي - 22 ديسمبر 2021". سوكر واي. مؤرشف من الأصل في 2021-12-21. اطلع عليه بتاريخ 2022-01-06.
17. ↑  "الوداد الرياضي vs. نهضة بركان - 10 سبتمبر 2022". سوكر واي. مؤرشف من الأصل في 2022-11-04. اطلع عليه بتاريخ 2023-03-14.

### بلغات أجنبية
1. ↑  "African Super Cup". مؤسسة إحصاءات وثيقة لرياضة كرة القدم (بالإنجليزية). Archived from the original on 2021-10-05. Retrieved 2021-07-06.
2. ↑  "African Club Competitions 1992". مؤسسة إحصاءات وثيقة لرياضة كرة القدم (بالإنجليزية). Archived from the original on 2021-09-23. Retrieved 2021-07-06.
3. ↑  "African Club Competitions 1993". مؤسسة إحصاءات وثيقة لرياضة كرة القدم (بالإنجليزية). Archived from the original on 2021-09-23. Retrieved 2021-07-06.
4. ↑  "African Club Competitions 1994". مؤسسة إحصاءات وثيقة لرياضة كرة القدم (بالإنجليزية). Archived from the original on 2021-09-23. Retrieved 2021-07-06.
5. ↑  "African Club Competitions 1995". مؤسسة إحصاءات وثيقة لرياضة كرة القدم (بالإنجليزية). Archived from the original on 2021-11-18. Retrieved 2021-07-06.
6. ↑  "African Club Competitions 1996". مؤسسة إحصاءات وثيقة لرياضة كرة القدم (بالإنجليزية). Archived from the original on 2021-11-18. Retrieved 2021-12-16.
7. ↑  "African Club Competitions 1997". مؤسسة إحصاءات وثيقة لرياضة كرة القدم (بالإنجليزية). Archived from the original on 2021-11-18. Retrieved 2021-12-16.
8. ↑  "African Club Competitions 1998". مؤسسة إحصاءات وثيقة لرياضة كرة القدم (بالإنجليزية). Archived from the original on 2021-09-23. Retrieved 2021-12-16.
9. ↑  "African Club Competitions 1999". مؤسسة إحصاءات وثيقة لرياضة كرة القدم (بالإنجليزية). Archived from the original on 2020-07-31. Retrieved 2021-12-16.
10. ↑  "African Club Competitions 2000". مؤسسة إحصاءات وثيقة لرياضة كرة القدم (بالإنجليزية). Archived from the original on 2021-05-09. Retrieved 2021-12-16.
11. ↑  "African Club Competitions 2001". مؤسسة إحصاءات وثيقة لرياضة كرة القدم (بالإنجليزية). Archived from the original on 2021-09-23. Retrieved 2021-12-16.
12. ↑  "African Club Competitions 2002". مؤسسة إحصاءات وثيقة لرياضة كرة القدم (بالإنجليزية). Archived from the original on 2021-09-23. Retrieved 2021-12-16.
13. ↑  "African Club Competitions 2003". مؤسسة إحصاءات وثيقة لرياضة كرة القدم (بالإنجليزية). Archived from the original on 2021-06-10. Retrieved 2021-12-16.
14. ↑  "African Club Competitions 2004". مؤسسة إحصاءات وثيقة لرياضة كرة القدم (بالإنجليزية). Archived from the original on 2021-09-23. Retrieved 2021-12-16.
15. ↑  "African Club Competitions 2005". مؤسسة إحصاءات وثيقة لرياضة كرة القدم (بالإنجليزية). Archived from the original on 2021-05-06. Retrieved 2021-12-16.
16. ↑  "African Club Competitions 2006". مؤسسة إحصاءات وثيقة لرياضة كرة القدم (بالإنجليزية). Archived from the original on 2021-09-23. Retrieved 2021-12-16.
17. ↑  "African Club Competitions 2007". مؤسسة إحصاءات وثيقة لرياضة كرة القدم (بالإنجليزية). Archived from the original on 2021-09-23. Retrieved 2021-12-16.
18. ↑  "African Club Competitions 2008". مؤسسة إحصاءات وثيقة لرياضة كرة القدم (بالإنجليزية). Archived from the original on 2021-06-11. Retrieved 2021-12-16.
19. ↑  "African Club Competitions 2009". مؤسسة إحصاءات وثيقة لرياضة كرة القدم (بالإنجليزية). Archived from the original on 2021-09-23. Retrieved 2021-12-16.
20. ↑  "African Club Competitions 2010". مؤسسة إحصاءات وثيقة لرياضة كرة القدم (بالإنجليزية). Archived from the original on 2021-09-23. Retrieved 2021-12-16.
21. ↑  "African Club Competitions 2011". مؤسسة إحصاءات وثيقة لرياضة كرة القدم (بالإنجليزية). Archived from the original on 2021-09-23. Retrieved 2021-12-16.
22. ↑  "African Club Competitions 2012". مؤسسة إحصاءات وثيقة لرياضة كرة القدم (بالإنجليزية). Archived from the original on 2021-09-23. Retrieved 2021-12-16.
23. ↑  "African Club Competitions 2013". مؤسسة إحصاءات وثيقة لرياضة كرة القدم (بالإنجليزية). Archived from the original on 2021-06-11. Retrieved 2021-12-16.
24. ↑  "African Club Competitions 2014". مؤسسة إحصاءات وثيقة لرياضة كرة القدم (بالإنجليزية). Archived from the original on 2021-06-11. Retrieved 2021-12-16.
25. ↑  "African Club Competitions 2015". مؤسسة إحصاءات وثيقة لرياضة كرة القدم (بالإنجليزية). Archived from the original on 2021-06-11. Retrieved 2021-12-16.
26. ↑  "African Club Competitions 2016". مؤسسة إحصاءات وثيقة لرياضة كرة القدم (بالإنجليزية). Archived from the original on 2021-06-11. Retrieved 2021-12-16.
27. ↑  "African Club Competitions 2017". مؤسسة إحصاءات وثيقة لرياضة كرة القدم (بالإنجليزية). Archived from the original on 2021-07-12. Retrieved 2021-12-16.
28. ↑  "African Club Competitions 2018". مؤسسة إحصاءات وثيقة لرياضة كرة القدم (بالإنجليزية). Archived from the original on 2021-07-12. Retrieved 2021-12-16.
29. ↑  "African Club Competitions 2018/19". مؤسسة إحصاءات وثيقة لرياضة كرة القدم (بالإنجليزية). Archived from the original on 2021-07-12. Retrieved 2021-12-16.
30. ↑  "African Club Competitions 2019/20". مؤسسة إحصاءات وثيقة لرياضة كرة القدم (بالإنجليزية). Archived from the original on 2021-07-12. Retrieved 2021-12-16.
31. ↑  "African Club Competitions 2020/21". مؤسسة إحصاءات وثيقة لرياضة كرة القدم (بالإنجليزية). Archived from the original on 2021-09-23. Retrieved 2021-12-16.
32. ↑  "African Club Competitions 2021/22". مؤسسة إحصاءات وثيقة لرياضة كرة القدم (بالإنجليزية). Archived from the original on 2023-02-24. Retrieved 2023-03-14.

## روابط خارجية
- الموقع الرسمي لكأس السوبر الأفريقي (بالإنجليزية).